# Arctosa minuta
Arctosa minuta là một loài nhện trong họ Lycosidae.
Loài này thuộc chi Arctosa. Arctosa minuta được Frederick Octavius Pickard-Cambridge miêu tả năm 1902.